# Harper Buggy Company
Harper Buggy Company war ein US-amerikanischer Hersteller von Fahrzeugen.

## Unternehmensgeschichte
Das Unternehmen wurde 1881 in Columbia City in Indiana gegründet. Val Brown war Präsident, D. B. Clugston Senior Vizepräsident, S. P. Kaler Sekretär und Superintendent und W. F. McNagny Schatzmeister. Sie stellten zunächst Kutschen her. 1907 begann zusätzlich die Produktion von Automobilen. Der Markenname lautete Harper. 1908 endete deren Produktion. Kutschen entstanden weiterhin. 1916 kamen Anhänger dazu. Danach verliert sich die Spur des Unternehmens.

## Kraftfahrzeuge
Angekündigt waren zunächst zwei Modelle. Eines sollte ein Auto Buggy mit einem 4-PS-Motor sein.
Tatsächlich erschien nur ein Modell. Es hatte einen wassergekühlten Zweizylinder-Zweitaktmotor. 114,3 mm Bohrung und 101,6 mm Hub ergaben 2085 cm³ Hubraum. Die Motorleistung von 14 PS wurde über ein Zweiganggetriebe an die Hinterachse übertragen. Das Fahrgestell hatte 193 cm Radstand. Der Aufbau war ein offener Runabout mit zwei Sitzen. Der Neupreis betrug 800 US-Dollar.